# Господарський суд Рівненської області
Господарський суд Рівненської області — місцевий спеціалізований господарський суд першої інстанції, розташований у місті Рівному, юрисдикція якого поширюється на Рівненську область.

## Компетенція
Місцевий господарський суд керуються при здійсненні судочинства Господарським процесуальним кодексом України. Він розглядає господарські справи, тобто ті, що виникають у зв'язку із здійсненням господарської діяльності юридичними особами та фізичними особами-підприємцями. Це, зокрема, справи про стягнення заборгованості за договорами, про чинність договорів, про відшкодування шкоди, про банкрутство, про захист права власності, корпоративні спори та ін.
Господарський суд розглядає справу, як правило, за місцезнаходженням відповідача, тобто якщо офіційна адреса відповідача зареєстрована на території юрисдикції цього суду.

## Структура
Суд очолює його голова, який має заступника. Правосуддя здійснюють 13 суддів.
Організаційне забезпечення діяльності господарського суду здійснює апарат суду, очолюваний керівником апарату, який має заступника.
До патронатної служби входять помічники суддів.
Відділи:
- управління персоналом
- планування, фінансування, звітності та контролю
- канцелярії та документального забезпечення
- господарства та матеріально-технічного забезпечення
- узагальнення судової практики та статистики.

Також передбачені посади секретарів судового засідання, головного спеціаліста з ІТ.

## Керівництво
Голова суду — Торчинюк Вадим Георгійович
 Заступник голови суду — Горплюк Андрій Миколайович
 Керівник апарату — Бабич Іван Васильович.

## Реорганізація
22 червня 2018 року на виконання Указу Президента України «Про ліквідацію місцевих господарських судів та утворення окружних господарських судів» № 453/2017 від 29.12.2017 р. Рівненський окружний господарський суд зареєстровано як юридичну особу. Новоутворена судова установа почне свою роботу з дня, визначеного в окремому повідомленні.